# Yılmaz Arslan
Yılmaz Arslan (* 20. April 1968 in Kazanlı, Türkei) ist ein deutscher Filmregisseur, Drehbuchautor und Filmproduzent.
Yilmaz Arslan lebt seit 1975 in Deutschland und machte sein Abitur in Neckargemünd. Noch zu Schulzeiten gründete er 1988 die Theatergruppe Sommer-Winter. Mit seinem selbstverfassten Stück Ohnmacht des Alltags wurde er zum Theatertreffen der Jugend 1989 in Berlin eingeladen. Weitere Einladungen nach Grenoble und Belgien folgten.
1992 stellte der damals 24-Jährige seinen Erstlingsfilm Langer Gang vor. Für diesen erhielt er auf dem Filmfestival San Sebastian den Preis für das „Beste Regiedebüt“, die „Silberne Rose“ in Bergamo sowie die Interfilmauszeichnung beim Filmfestival Max Ophüls Preis und eine Nominierung für den Deutschen Filmpreis 1993. Bereits 1990 lief der Film bei der Werkstatt für junge Filmer (heute Werkstatt der Jungen Filmszene). Bei seinem zweiten Film Yara (1998), der ebenfalls auf nationalen und internationalen Festivals ausgezeichnet wurde, war Arslan Produzent, Autor und Regisseur. So auch bei Brudermord (2005), für den der Autorenfilmer mit dem „Silbernen Leoparden“ auf dem Internationalen Filmfestival Locarno ausgezeichnet wurde.
Arslans Filmproduktionsfirma realisiert auch Filme anderer Autoren, so Shahbaz Noshirs Kurzfilm Angst isst Seele auf (2003), der als Special-Feature auf einer DVD-Edition des bekannten Films Angst essen Seele auf weltweite Verbreitung fand.
Sein Film Sandstern war 2018 in den Kinos zu sehen. Mit seiner Produktionsfirma MaxMa Film produzierte er 2019 den Film Io sto bene – Was am Ende bleibt von Donato Rotunno. Der Film ist inzwischen für Luxemburg in der Vorauswahl für die Oscar-Nominierungen in der Kategorie „Bester Ausländischer Film“ 2022.

## Filmografie
als Regisseur
- Sandstern (2017)
- Brudermord (2005)
- Yara (1998)
- Langer Gang (1992)

als Drehbuchautor
- Online (2021)
- Sandstern (2017)
- Brudermord (2005)
- Yara (1998)
- Langer Gang (1992)

als Produzent
- Io sto bene – Was am Ende bleibt (2020)
- Sandstern (2017)
- Brudermord (2005)
- Angst isst Seele auf (Kurzfilm) (2002)
- Yara (1998)
- Langer Gang (1992)